# محمد جمعه (بازیکن فوتبال قطری)
محمد جمعه العلوی (انگلیسی: Mohammed Al-Alawi؛ زادهٔ ۲۴ ژوئن ۱۹۸۶) یک بازیکن فوتبال اهل قطر است.